# Sergio Luyk
Sergio Luyk Torres (Madrid, España, 20 de septiembre de 1971 - ibid., 30 de marzo de 2008) fue un jugador de baloncesto profesional español.

## Biografía
Hijo del exjugador de baloncesto Clifford Luyk y de la ex modelo Paquita Torres, surgió de la cantera del Real Madrid. Se trasladó a realizar sus estudios superiores a los Estados Unidos, donde jugó cinco temporadas en la Universidad de Saint John's.
En 1995 regresó a la ACB con el equipo del Fórum de Valladolid, con el que jugó hasta 1998. Luego pasó por el Real Madrid, donde jugaría la temporada 1998-1999. Su último club fue el Breogán de Lugo, en el que jugó de 1999 a 2001. Se retiró del baloncesto profesional en 2001, aunque posteriormente participó en partidos de la selección de veteranos del Real Madrid.
Fue internacional con la selección de España en las categorías sub-21 y sub-23.
Falleció el 30 de marzo de 2008, a los 36 años, víctima de un cáncer.

## Equipos
- Universidad de St. John's (1990–1995)
- CB Valladolid (1995–1998)
- Real Madrid (1998–1999)
- Club Baloncesto Breogán (1999–2001)